# Máy đo thủy triều
Máy đo thủy triều, Thủy triều kế, hoặc máy ghi mực nước biển (tên thương phẩm là Mareograph hoặc marigraph) là thiết bị đo sự thay đổi mực nước biển so với mốc độ cao địa hình của điểm đo đạc.
Máy đo thủy triều được phát triển vào thế kỷ 19, hoạt động tự động hóa việc đọc định kỳ vào thời các điểm xác định trong ngày . Tại mỗi trạm quan trắc xử lý số liệu ghi được của nhiều năm sẽ cho phép xác định mực nước trung bình với độ chính xác đến centimet, và được sử dụng làm độ cao tham chiếu của trắc đạc quốc gia. Mức độ của mực nước biển trung bình này xấp xỉ bằng Geoid.

## Các thành phần
Máy đo thủy triều gồm có hai thành phần chính, gồm Cảm biến đo mực nước, và khối số liệu gồm có phần chuyền tải lưu trữ hiển thị số liệu.
- Máy đo mực nước hay Cảm biến đo mực nước, là bộ phận xác định giá trị mực nước và đặt tại điểm quan trắc, là vị trí thích hợp ở vùng nước cần quan trắc. Những máy đo phục vụ kiểm tra trực quan thì lắp thước đo để hiển thị tại chỗ. Các quan trắc từ xa thì dùng cảm biến chuyển số liệu thành tín hiệu điện, ngày nay thường được số hóa tại chỗ và truyền đến trạm quan trắc theo các giao thức mạng.
- Hệ thống thu thập, hiện và lưu trữ xử lý số liệu. Hiện nay có cả hai dạng là lưu số liệu ở bộ nhớ nội, và/hoặc truyền số liệu về trạm điều khiển ở xa.[7][8]

Khi lắp đặt cảm biến thì phải thực hiện việc đo liên kết tọa độ và độ cao điểm đặt cảm biến theo cấp độ chính xác cần thiết. Các trạm này được chia ra trạm quan trắc quốc gia, và trạm tạm thời phục vụ dự án vùng hẹp.
Tại Việt Nam năm 2019 có 6 trạm hải văn đặc biệt quan trọng là Hòn Dấu, Vũng Tàu, Quy Nhơn, Phú Quốc, Nha Trang, DK1-7. Ngoài ra là các trạm địa phương ở dọc bờ biển.

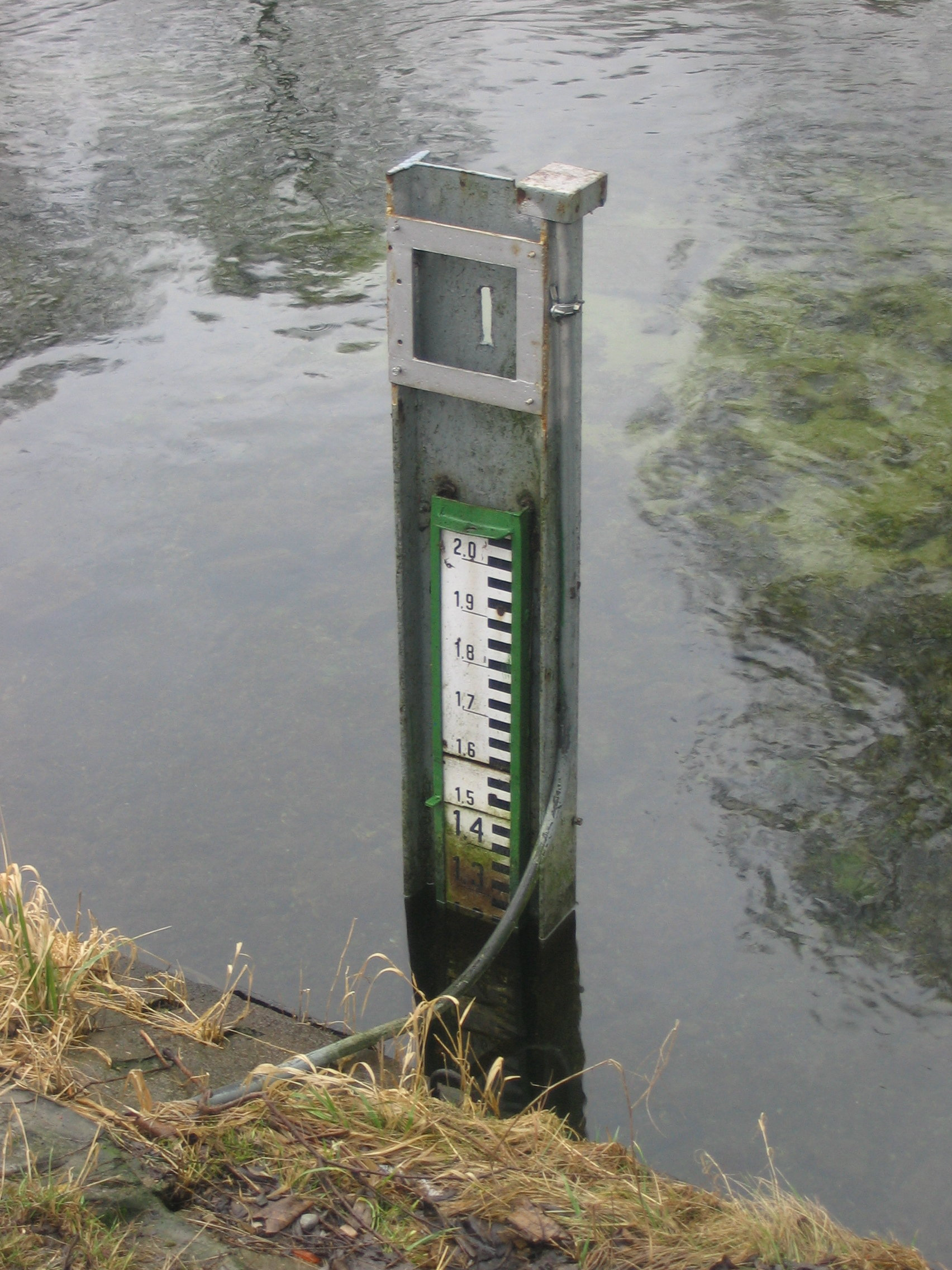
Cột đo mực nước
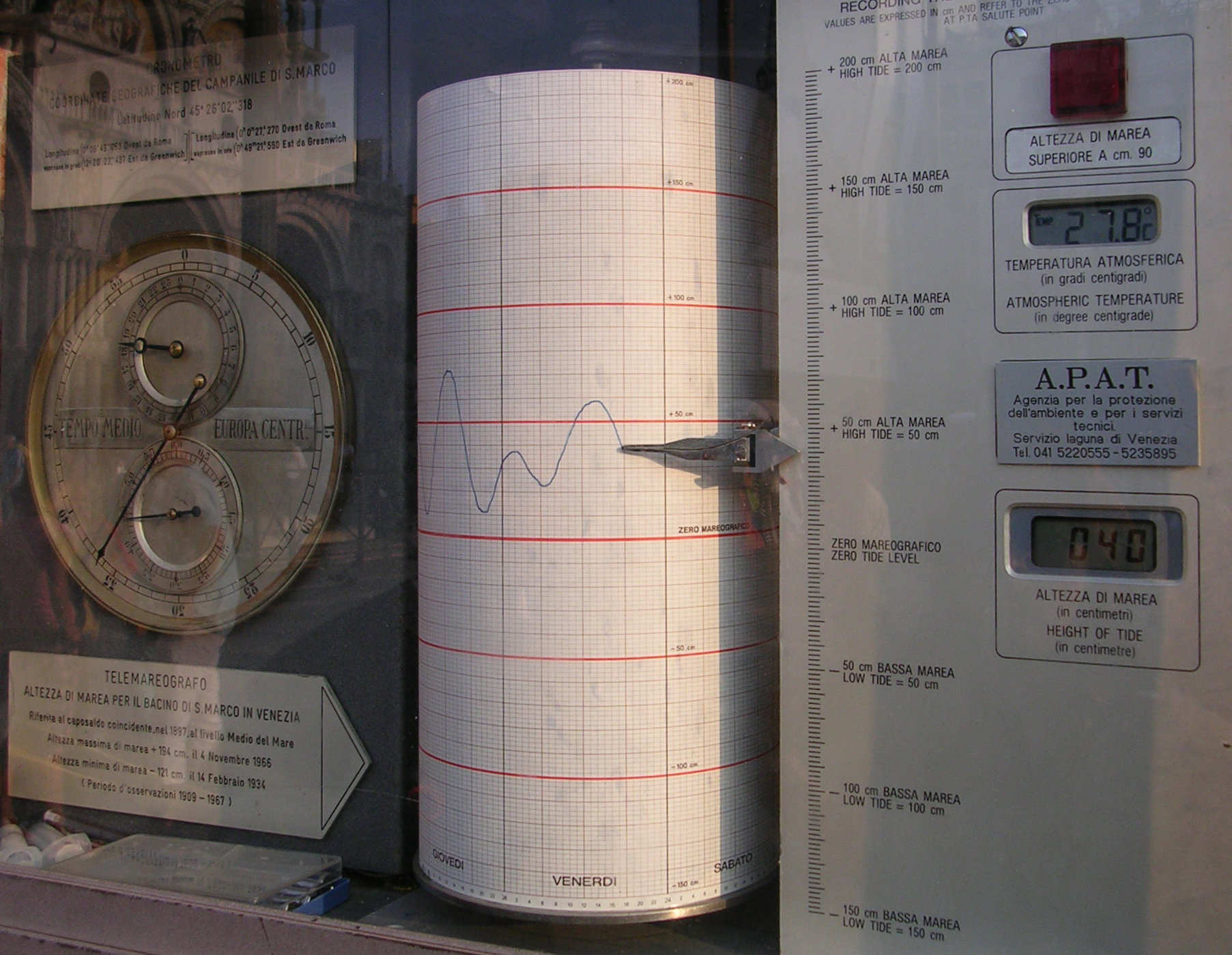
Bộ phận ghi băng số liệu
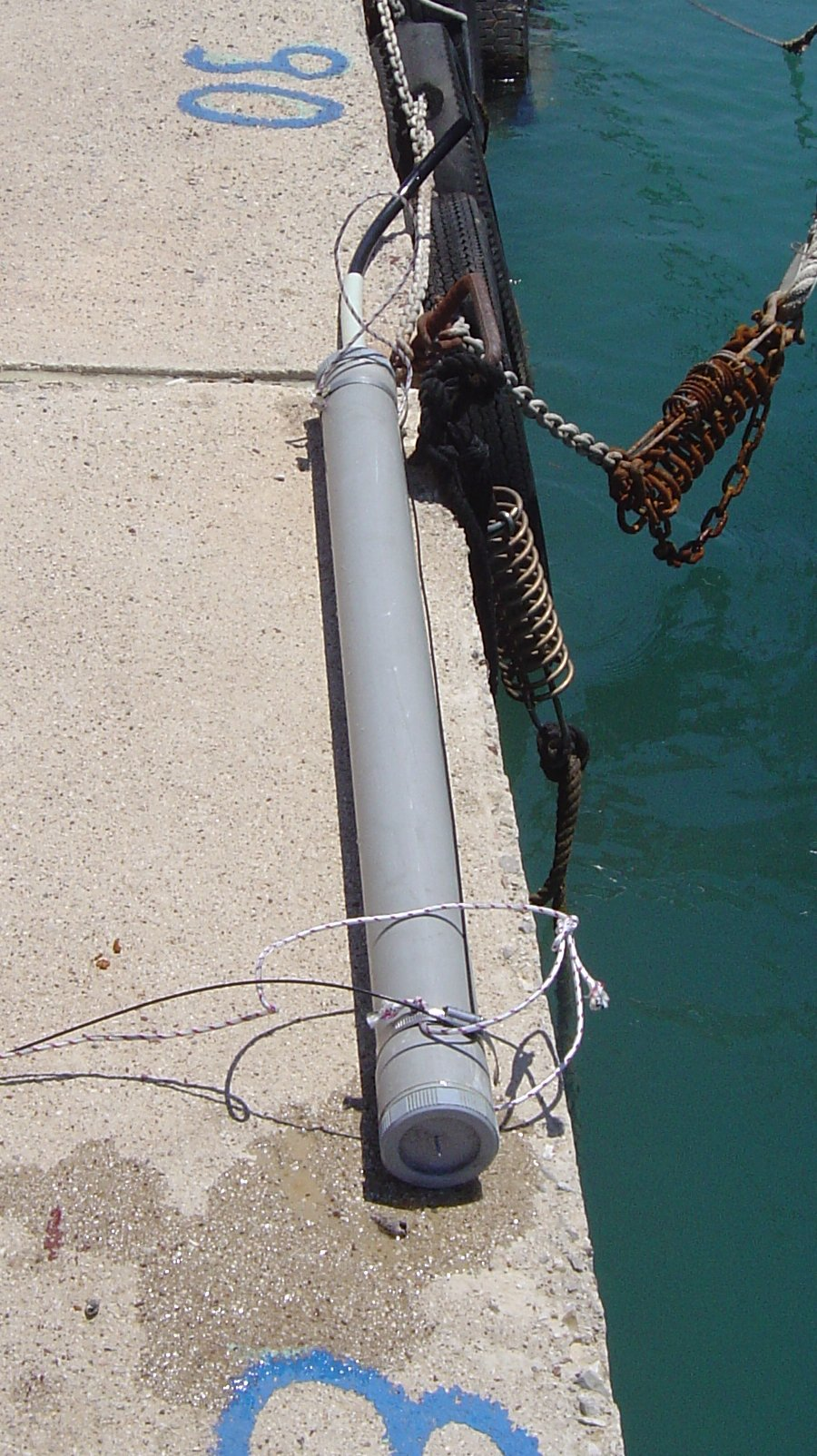
Cảm biến Máy đo thủy triều
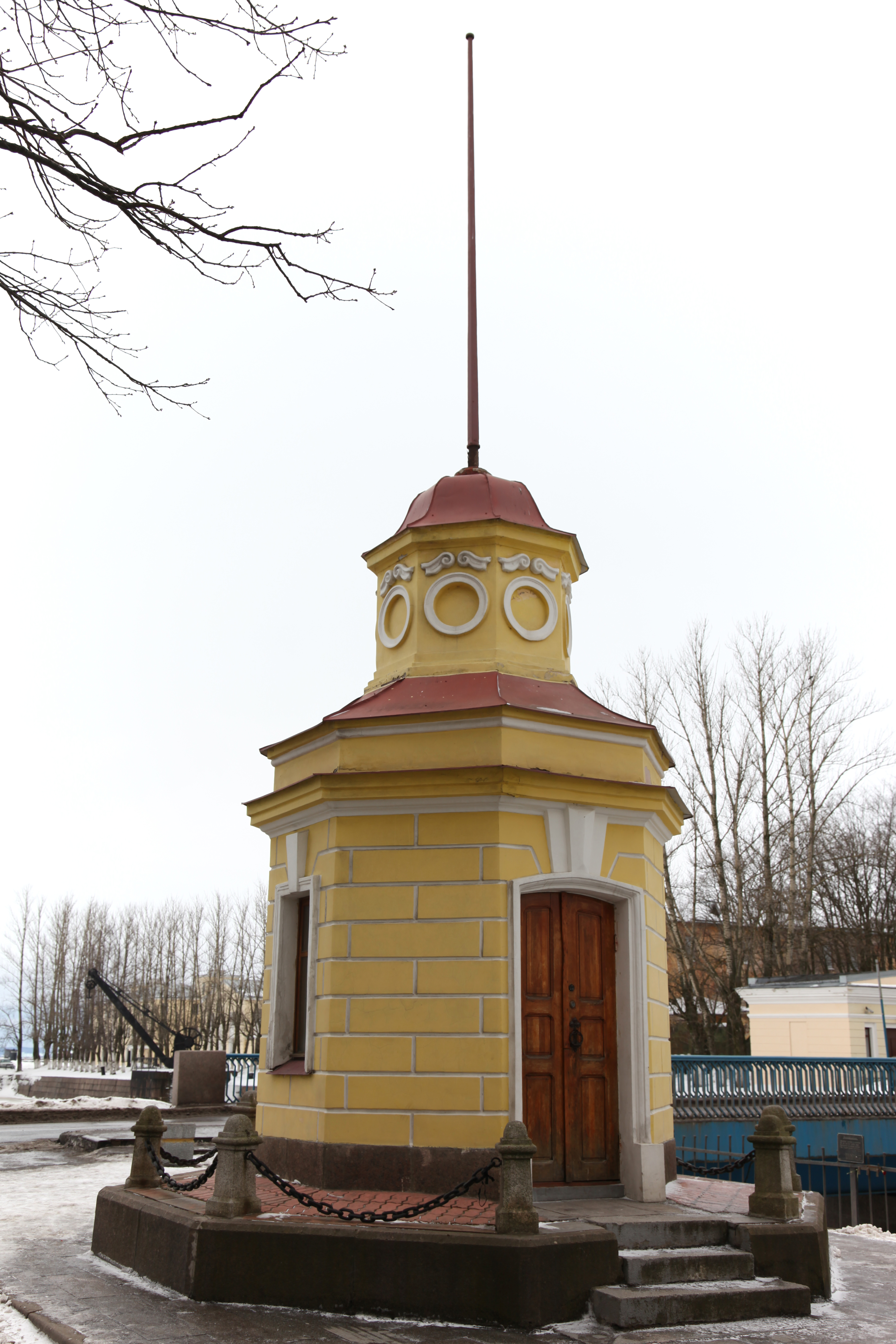
Trạm đo ở Kronstadt, Nga
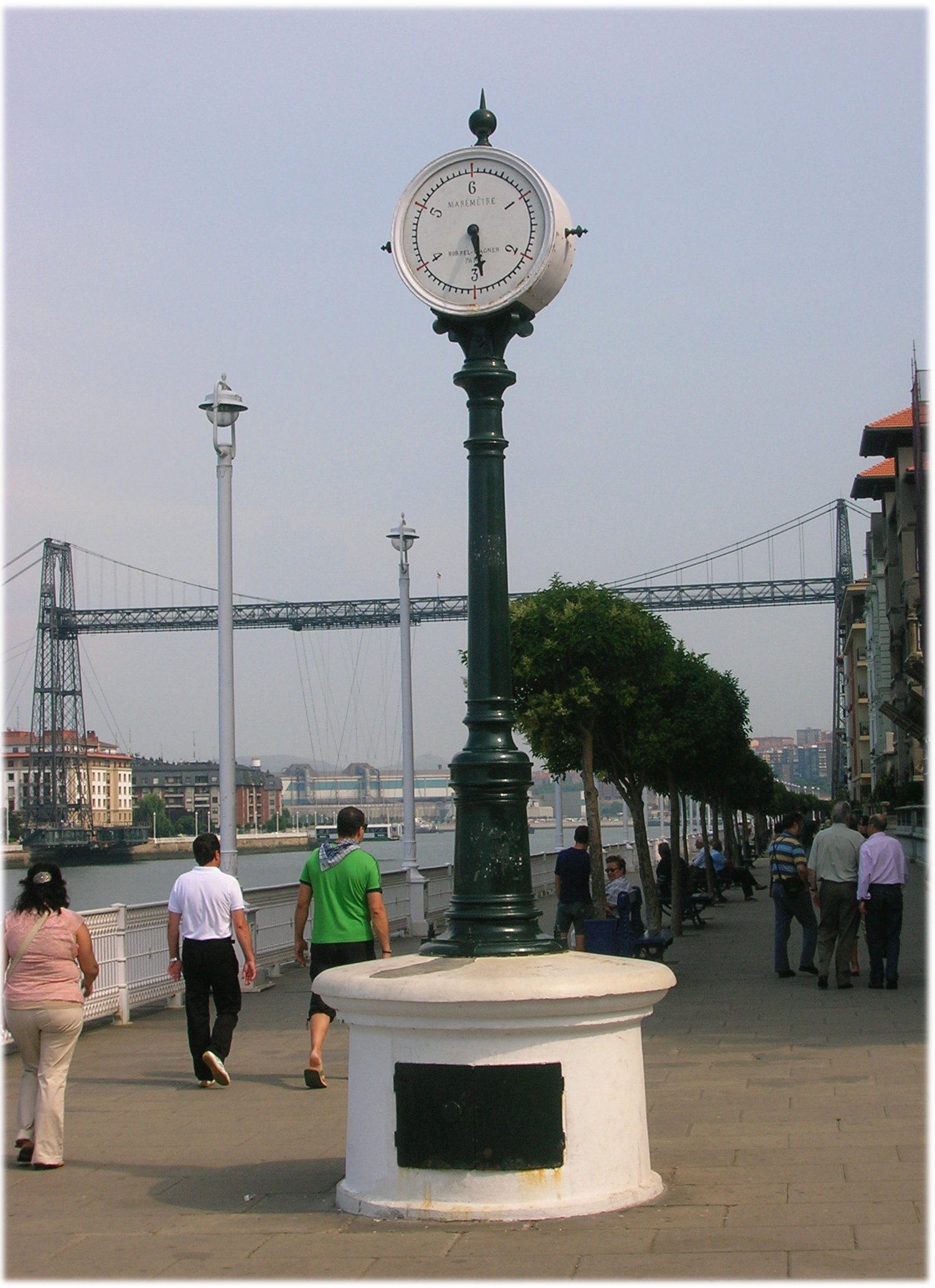
Trạm đo ở Portugalete, Vizcaya, Tây Ban Nha
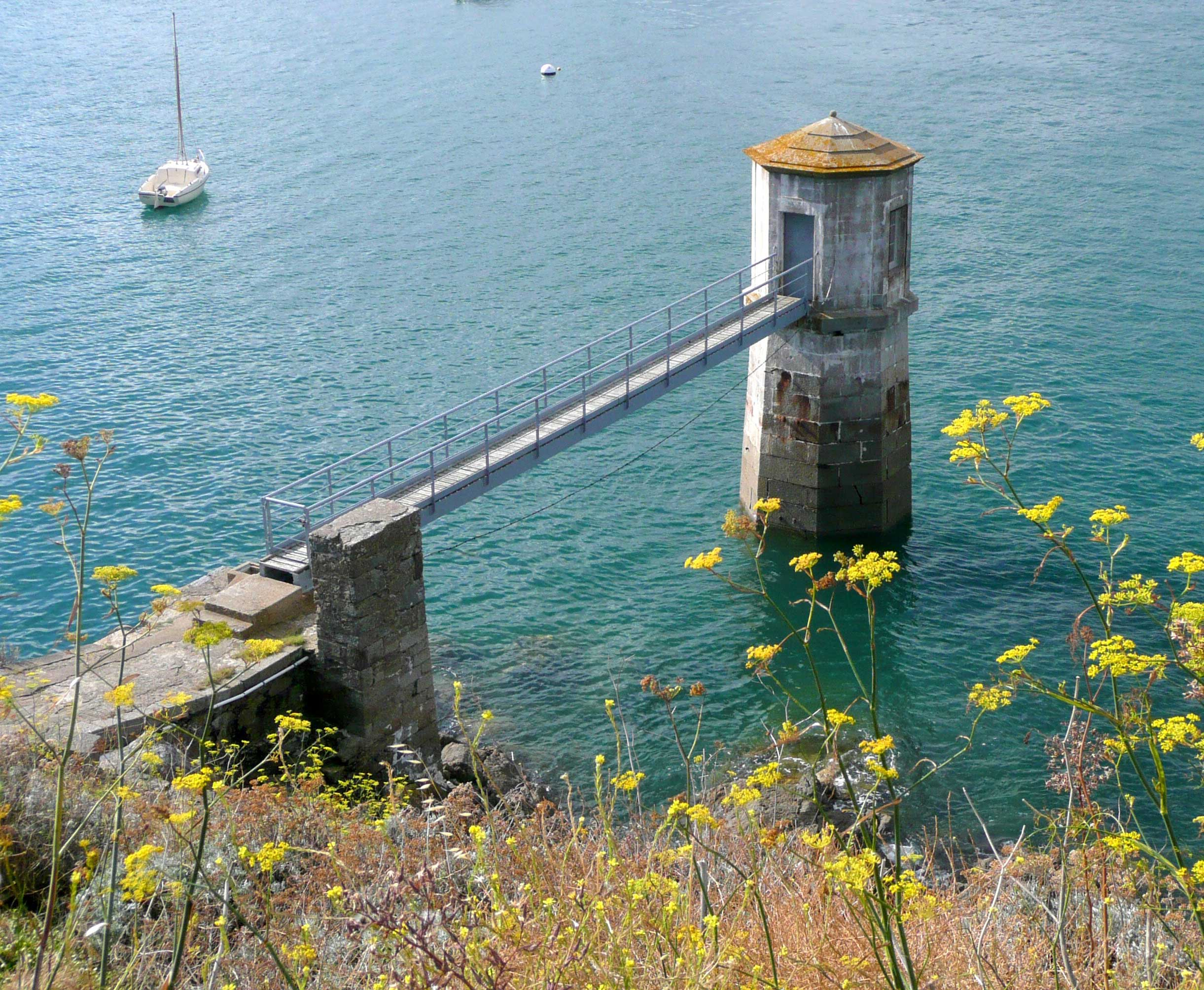
Trạm đo Rance ở Saint-Malo (Pháp), xây dựng năm 1844, đến nay vẫn hoạt động